# Harlan Coben
Harlan Coben, né le 4 janvier 1962 à Newark, est un écrivain américain de roman policier.

## Biographie
Harlan Coben naît dans une famille juive à Newark dans le New Jersey, mais grandit et poursuit ses études à Livingston en compagnie de son ami d'enfance, le futur homme politique Chris Christie, à la Livingston High School (en).
Il étudie ensuite les sciences politiques au Amherst College, où il est membre de la fraternité Psi Upsilon avec l'auteur Dan Brown, futur auteur du Da Vinci Code. À la sortie d'Amherst, il travaille dans une agence de voyages que possédait son grand-père. Il vit maintenant à Ridgewood dans le New Jersey avec sa femme, le docteur Anne Armstrong-Coben, pédiatre, et leurs quatre enfants,.
Il est le premier auteur à avoir reçu trois des prix majeurs de la littérature policière aux États-Unis : le prix Edgar-Allan-Poe, le prix Shamus et le prix Anthony.
En 2016, la série télévisée dont il est le créateur, The Five, est diffusée au Royaume-Uni.
En avril 2018, il préside le jury du 1er Festival Canneséries.

## Œuvre

### Littérature

#### Romans

##### SérieMyron Bolitar
L'un des principaux personnages récurrents de Harlan Coben est Myron Bolitar, agent sportif et ancien du FBI, qui se retrouve souvent mêlé à des histoires louches dans le monde du sport et de la mafia qui entoure ce milieu.
| Année | Titre original   | Titre en français      | Traducteur      | Éditions                                                                   |
| ----- | ---------------- | ---------------------- | --------------- | -------------------------------------------------------------------------- |
| 1995  | Deal Breaker     | Rupture de contrat     | Martine Leconte | Fleuve noir, mars 2003 ; Pocket, septembre 2003                            |
| 1996  | Drop Shot        | Balle de match         | Martine Leconte | Fleuve noir, septembre 2004 ; Pocket, septembre 2005                       |
| 1996  | Fade Away        | Faux Rebond            | Martine Leconte | Fleuve noir, juillet 2005 ; Pocket, septembre 2006                         |
| 1997  | Back Spin        | Du sang sur le green   | Thierry Arson   | Fleuve noir, septembre 2006 ; Pocket, septembre 2007                       |
| 1998  | One False Move   | Temps mort             | Paul Benita     | Fleuve noir, août 2007 ; Pocket, septembre 2008                            |
| 1999  | The Final Detail | Mauvaise Base          | Paul Benita     | Fleuve noir, septembre 2008 ; Pocket, septembre 2009                       |
| 2000  | Darkest Fear     | Peur noire             | Paul Benita     | Fleuve noir, septembre 2009 ; Pocket, septembre 2010                       |
| 2006  | Promise Me       | Promets-moi            | Roxane Azimi    | Belfond, mars 2007 ; Pocket, mars 2008                                     |
| 2009  | Long Lost        | Sans laisser d'adresse | Roxane Azimi    | Belfond, mars 2010 ; Pocket, mars 2011                                     |
| 2011  | Live Wire        | Sous haute tension     | Roxane Azimi    | France Loisirs, 2011 ; Belfond, mars 2012 ; Pocket, mars 2013              |
| 2016  | Home             | Sans défense           | Roxane Azimi    | France Loisirs, 2017 ; Belfond, mars 2018 ; Pocket, mars 2019              |
| 2024  | Think Twice      | Méfie-toi              | Roxane Azimi    | France Loisirs, juin 2024 ; Belfond, octobre 2024 ; Pocket, septembre 2025 |

##### SérieMickey Bolitar
| Année | Titre original | Titre en français        | Traducteur    | Éditions                                             |
| ----- | -------------- | ------------------------ | ------------- | ---------------------------------------------------- |
| 2011  | Shelter        | À découvert              | Cécile Arnaud | Fleuve noir, septembre 2012 ; Pocket, septembre 2013 |
| 2012  | Seconds Away   | À quelques secondes près | Cécile Arnaud | Fleuve noir, septembre 2013 ; Pocket, septembre 2014 |
| 2013  | Found          | À toute épreuve          | Cécile Arnaud | Fleuve, novembre 2014 ; Pocket, septembre 2015       |

##### SérieWilde
| Année | Titre original         | Titre en français     | Traducteur   | Éditions françaises                                                      |
| ----- | ---------------------- | --------------------- | ------------ | ------------------------------------------------------------------------ |
| 2020  | The Boy from the Woods | L'Inconnu de la forêt | Roxane Azimi | France Loisirs, mars 2020 ; Belfond, octobre 2020 ; Pocket, octobre 2021 |
| 2022  | The Match              | Identités croisées    | Roxane Azimi | France Loisirs, juin 2022 ; Belfond, octobre 2022 ; Pocket, octobre 2023 |

##### Romans indépendants
| Année | Titre original   | Titre en français      | Traducteur     | Éditions françaises                                                         |
| ----- | ---------------- | ---------------------- | -------------- | --------------------------------------------------------------------------- |
| 1990  | Play Dead        | Sans un adieu          | Roxane Azimi   | Belfond, octobre 2010 ; Pocket, septembre 2011                              |
| 1991  | Miracle Cure     | Remède mortel          | Cécile Arnaud  | Belfond, septembre 2011 ; Pocket, septembre 2012                            |
| 2001  | Tell No One      | Ne le dis à personne   | Roxane Azimi   | Belfond, janvier 2002 ; Pocket, avril 2003                                  |
| 2002  | Gone for Good    | Disparu à jamais       | Roxane Azimi   | Belfond, janvier 2003 ; Pocket, avril 2004                                  |
| 2003  | No Second Chance | Une chance de trop     | Roxane Azimi   | Belfond, avril 2004 ; Pocket, avril 2005                                    |
| 2004  | Just One Look    | Juste un regard        | Roxane Azimi   | Belfond, mars 2005 ; Pocket, mars 2006                                      |
| 2005  | The Innocent     | Innocent               | Roxane Azimi   | Belfond, avril 2006 ; Pocket, mars 2007                                     |
| 2007  | The Woods        | Dans les bois          | Roxane Azimi   | Belfond, mars 2008 ; Pocket, mars 2009                                      |
| 2008  | Hold Tight       | Sans un mot            | Roxane Azimi   | Belfond, mars 2009 ; Pocket, mars 2010                                      |
| 2010  | Caught           | Faute de preuves       | Roxane Azimi   | France Loisirs, septembre 2010 ; Belfond, mars 2011 ; Pocket, mars 2012     |
| 2012  | Stay Close       | Ne t'éloigne pas       | Roxane Azimi   | France Loisirs, septembre 2012 ; Belfond, mars 2013 ; Pocket, mars 2014     |
| 2013  | Six Years        | Six ans déjà           | Roxane Azimi   | France Loisirs, juillet 2013 ; Belfond, mars 2014 ; Pocket, mars 2015       |
| 2014  | Missing You      | Tu me manques          | Roxane Azimi   | France Loisirs, juillet 2014 ; Belfond, mars 2015 ; Pocket, mars 2016       |
| 2015  | The Stranger     | Intimidation           | Roxane Azimi   | France Loisirs, juillet 2015 ; Belfond, octobre 2016 ; Pocket, octobre 2017 |
| 2016  | Fool Me Once     | Double Piège           | Roxane Azimi   | France Loisirs, juillet 2016 ; Belfond, octobre 2017 ; Pocket, octobre 2018 |
| 2018  | Don't let go     | Par accident           | Roxane Azimi   | France Loisirs, mars 2018 ; Belfond, octobre 2018 ; Pocket, octobre 2019    |
| 2019  | Run Away         | Ne t'enfuis plus       | Roxane Azimi   | France Loisirs, mars 2019 ; Belfond, octobre 2019 ; Pocket, octobre 2020    |
| 2021  | Win              | Gagner n'est pas jouer | Roxane Azimi   | France Loisirs, mars 2021 ; Belfond, octobre 2021 ; Pocket, octobre 2022    |
| 2023  | I Will Find You  | Sur tes traces         | Roxane Azimi   | France Loisirs, mai 2023 ; Belfond, octobre 2023 ; Pocket, octobre 2024     |
| 2025  | Nobody's Fool    | Rappelle-toi           | Daphné Bernard | Belfond, septembre 2025                                                     |

#### Nouvelle (œuvre collective)
- Harlan Coben (coauteur d'une des 19 nouvelles et éditeur scientifique de l'ensemble), Esther Ménévis (cotraductrice) et Nicole Hibert (cotraductrice) (trad. de l'anglais), Le Jour où la mort nous sépare : Une anthologie des Mystery Writers of America. Histoires d’amour, de désir et de meurtres [« Mystery Writers of America Presents : Death Do Us Part : New Stories About Love, Lust and Murders, edited by Harlan Coben »], Paris, Albin Michel, 2007, 376 p. (ISBN 978-2-226-18095-7, BNF 41117707)Ce recueil regroupe les auteurs et nouvelles suivants : « Queeny » de Ridley Pearson ; « Hors de danger » de Lee Child ; « Le Front intérieur » de Charles Ardai ; « Dernier vol » de Brendan DuBois ; « Moitié lumière, moitié souvenir » de Bonnie Hearn Hill ; « Boniment, bonimenteur » de Steven Hockensmith ; « Éclair de chaleur » de William Kent Krueger ; « Jusqu'à ce que la mort nous sépare » de Tim Maleeny ; « La dure, la terrible vérité » de Rick McMahan ; « Table rase » de P. J. Parrish ; « Cyberdate.com » de Tom Savage ; « Le Retour » de Charles Todd ; « La Masseuse » de Tim Wohlforth ; « Réparations » de Jeff Abbott ; « La Solution de Chellini » de Jim Fusilli ; « Le Grand Amour » de Laura Lippman ; « Nana » de R. L. Stine ; « Tombée ou tombeuse » de Jay Brandon ; « L'Imposteur » de Harlan Coben. L'édition originale américaine est parue en août 2006 chez Little, Brown and Co à New York, 339 p.,  (ISBN 978-0-316-01250-8).

### Cinéma et télévision

#### Adaptations de ses romans
- Ne le dis à personne, film réalisé par Guillaume Canet en 2006, avec François Cluzet, André Dussollier, Kristin Scott Thomas, Nathalie Baye, François Berléand, Jean Rochefort, etc. Harlan Coben y fait un caméo en tant que badaud sur un quai de la gare de Paris-Montparnasse. Et, en 2010, dans son roman Sans laisser d'adresse, qui se passe en partie à Paris, Harlan Coben rend hommage à ce film en nommant Berléand le flic qui suit l'enquête.
- Une chance de trop, mini-série télévisée française en six épisodes réalisée par François Velle, avec Alexandra Lamy, et diffusée sur TF1 en 2015. Il y fait une apparition à l'épisode 6, en interprétant le personnage d'Abe Tansmore.
- Juste un regard, mini-série télévisée française  avec Virginie Ledoyen, réalisée par Ludovic Colbeau-Justin, diffusée sur TF1 en 2017. Il apparaît dans le rôle du chirurgien dans l'épisode 6.

##### Netflix
En 2018, Harlan Coben signe avec Netflix pour l'adaptation en séries et/ou films de 14 de ses romans.
- Intimidation (The Stranger), série adaptée du roman éponyme, diffusée sur Netflix depuis janvier 2020. Comprend 1 saison de 8 épisodes[6]. Il apparaît dans le rôle d'un technicien informatique dans l'épisode 2 (vers la 20e minute)[7].
- Dans les bois (W głębi lasu), série polonaise adaptée du roman éponyme, diffusée sur Netflix depuis novembre 2020. Comprend une saison de six épisodes.
- Innocent (El Inocente), série espagnole adaptée du roman éponyme (Innocent pour la France), diffusée sur Netflix depuis le 30 avril 2021. Comprend une saison de huit  épisodes[8].
- Disparu à jamais série française adaptée du roman éponyme, diffusée sur Netflix le 13 août 2021. Comprend une saison en cinq épisodes.
- Ne t'éloigne pas (Stay Close), série anglaise de huit épisodes adaptée du roman éponyme, diffusée sur Netflix depuis le 30 décembre 2021.
- Sans un mot (Zachowaj spokój) [9], série polonaise de six épisodes adaptée du roman éponyme, diffusée sur Netflix depuis le 22 avril 2022.
- Double piège (Fool Me Once)[10], série anglaise de huit épisodes adaptée du roman éponyme, diffusée sur Netflix depuis le 1er janvier 2024.
- Tu me manques (Missing you)[11], série anglaise de cinq épisodes adaptée du roman éponyme, diffusée sur Netflix depuis le  1er janvier 2025.

##### Amazon Studios
En 2022, Amazon Studios annonce vouloir produire une série adaptée du premier roman centré sur Mickey Bolitar À découvert, avec Jaden Michael dans le rôle de Mickey Bolitar, avec Constance Zimmer, Adrian Greensmith, Abby Corrigan et Sage Linder,,. La série, Shelter, sort le 18 août 2023 sur Amazon Prime. Elle est annulée après sa première saison.

#### Création
- The Five, série télévisée britannique en dix épisodes, avec Tom Cullen, réalisée par Mark Tonderai en 2016.
- Safe, série télévisée en huit épisodes, avec Michael C. Hall, diffusée en 2018.

## Prix et nominations

### Prix
- Prix Anthony 1996 du meilleur livre de poche pour Deal Breaker[18]
- Prix Edgar-Allan-Poe 1997 du meilleur livre de poche pour Fade Away[19]
- Prix Shamus 1997 du meilleur livre de poche pour Fade Away[20]
- Prix Barry 1998 du meilleur livre de poche pour Back Spin[21]

### Nominations
- Prix Edgar-Allan-Poe 1996 du meilleur livre de poche pour Deal Breaker[19]
- Prix Anthony 1997 du meilleur livre de poche pour Fade Away[18]
- Prix Barry 1997 du meilleur livre de poche pour Fade Away[21]
- Prix Dilys 1997 pour Fade Away[22]
- Prix Shamus 1998 du meilleur livre de poche pour Back Spin[20]
- Prix Dilys 1998 pour Back Spin[22]
- Prix Edgar-Allan-Poe 2002 du meilleur roman pour Tell No One[19]
- Prix Antony 2002 du meilleur roman pour Tell No One[18]
- Prix Barry 2002 du meilleur roman pour Tell No One[21]
- Prix Macavity 2002 du meilleur roman pour Tell No One[23]
- Prix Nero 2002 pour Tell No One
- Prix Nero 2003 pour Gone for Good
- Prix Steel Dagger 2007 pour The Woods[24]
- Prix Thriller 2009 du meilleur roman pour Hold Tight[25]
- Prix Thriller 2010 du meilleur roman pour Long Lost[25]
- Prix Edgar-Allan-Poe 2011 du meilleur roman pour Caught[19]
- Prix Agatha 2011 du meilleur livre pour enfants et adolescents pour Shelter[26]
- Prix Agatha 2012 du meilleur livre pour enfants et adolescents pour Seconds Away[26]
- Prix Agatha 2014 du meilleur livre pour enfants et adolescents pour Found[26]
- Prix Hammett 2015 pour The Stranger[27]
- Prix Nero 2017 pour Home
- Prix Barry 2021 du meilleur roman pour The Boy from the Woods[21]

## Analyse de l’œuvre

### Influence et source d'inspiration
Coben cite comme influence les premiers livres de Mary Higgins Clark, Philip Roth, l'humour de Woody Allen et la dramaturgie d'Alfred Hitchcock.
Il puise son inspiration dans les hasards du quotidien, ce qui lui sert de point de départ à l'intrigue, avant de créer les personnages de l'histoire. L'idée de départ de Juste un regard - voir dans un tirage de photos personnelles un cliché qu'on ne reconnait pas comme sien - lui sert de base à la construction de l'intrigue. Certaines anecdotes vécues par lui-même ou ses enfants sont adaptées dans les livres ; il a déclaré que la rencontre entre Mickey Bolitar et Spoon dans À découvert était arrivée à son fils.

### Thèmes récurrents
La majorité des intrigues prennent place entre Newark, Jersey City, et New York, milieu que Harlan Coben connaît bien pour y avoir toujours vécu. Le protagoniste est un homme de confession juive qui doit démêler les secrets du passé de son entourage pour comprendre les raisons de ses ennuis actuels, secrets pour lesquels il n'est pas toujours innocent.
L'alliance avec une femme non juive, la pratique du sport à haut niveau, la cupidité, les relations amoureuses précoces et les liens familiaux passionnels constituent le terreau des tragédies meurtrières que traversent les héros des romans de Harlan Coben.

### Personnages récurrents
Outre Myron Bolitar, sept autres personnages apparaissent, avec plus ou moins d'importance, dans les romans de Harlan Coben :
- Loren Muse : une jeune femme inspecteur de police, mesurant 1,50 m, aux vêtements dégriffés, vivant avec sa mère et au tempérament bien trempé ;
- Hester Crimstein : une avocate impitoyable, présentatrice du show télévisé Le Crime selon Crimstein et œuvrant encore parfois au barreau ;
- Windsor « Win » Horne Lockwood III : un riche héritier à tendance sociopathe, meilleur ami de Myron depuis l'université Duke. Il est peu expressif mais peut être dangereux grâce à sa grande connaissance des arts martiaux (il est sixième dan de taekwondo). Il est chargé des finances des clients de MB Reps ;
- Paul Copeland : procureur général et supérieur de Loren Muse. Fils d'immigrés russes, il a connu plusieurs drames dans sa vie, comme la disparition de sa sœur et la mort de sa femme. Protagoniste de Dans les bois, il revient dans Sans un mot ;
- Esperanza Diaz : ancienne catcheuse professionnelle, surnommée Petite Pocahontas, elle est la meilleure amie de Myron et son associée au sein de MB Représentation ;
- Big Cindy : partenaire de catch d'Esperanza, elle occupe le rôle de secrétaire chez MB Reps et son physique plutôt imposant force le respect ;
- Jessica Culver : ex-petite amie et grand amour de Myron, après une relation avec l'écrivain, cette dernière est partie vivre ailleurs.